# Burkhard Nonnenmacher
Burkhard Nonnenmacher (* 1976 in Waiblingen) ist ein deutscher evangelischer Theologe und Lehrbeauftragter für das Fach Systematische Theologie.
Nach dem 1995 abgelegten Abitur am Evangelischen Seminar Blaubeuren und einem Praktikum beim World Council of Churches nahm Nonnenmacher ein Studium der Fächer Philosophie, Psychologie und evangelische Theologie an der Ludwig-Maximilians-Universität München auf, das er 2000 mit dem Magistergrad abschloss. 2005 wurde er ebenfalls in München aufgrund einer Arbeit zur Darstellung des „Absoluten“ in Hegels „Wissenschaft der Logik“ promoviert. Von 2007 bis 2010 war er als Lehrbeauftragter für klassische deutsche Philosophie in München tätig. 2010 erhielt er ein Postdoc-Stipendium für Forschungen zur Vernunft im Werk Hegels und wechselte als Wissenschaftlicher Assistent an den Lehrstuhl von Friedrich Hermanni an der Eberhard Karls Universität Tübingen. Dort erfolgte 2016 die Habilitation mit einer Schrift zu „Vernunft und Glaube bei Kant“.
Seine Forschungsschwerpunkte sind die Beziehungen zwischen Vernunft und Glaube beziehungsweise zwischen Dogmatik und Metaphysik, die Religionsphilosophie/philosophische Theologie des Deutschen Idealismus mit ihrer Nachwirkung sowie die Theologische Ethik in Hinblick auf die Gotteslehre.

## Schriften
- Ausgedrücktes als sein Sichfürsichausdrücken. Eine Untersuchung zur Hegels „Wissenschaft der Logik“ und seiner Philosophie der absoluten Reflexion. Ungedruckte Dissertation, Ludwig-Maximilians-Universität München 2005 (Mikrofiche-Ausgabe 2008).
- als Hrsg. mit Edmundo Balsemão Pires und Stefan Büttner-von Stülpnagel: Relations of the Self. Recoge las intervenciones orales del Congreso Internacional organizado por la Universidade de Coimbra en marzo de 2009. Coimbra University Press, Coimbra 2010, ISBN 978-9-892-60042-0.
- Hegels Philosophie des Absoluten. Eine Untersuchung zu Hegels „Wissenschaft der Logik“ und reifem System (= Collegium Metaphysicum. Band 6). Mohr Siebeck, Tübingen 2013, ISBN 978-3-161-52295-6 (überarbeitete Dissertation).
- als Hrsg. mit Friedrich Hermanni und Friedrike Schick: Religion und Religionen im deutschen Idealismus. Schleiermacher–Hegel–Schelling (= Collegium Metaphysicum. Band 13). Mohr Siebeck, Tübingen 2015, ISBN 978-3-161-54167-4.
- als Hrsg. mit Christoph Asmuth und Nele Schneidereit: Texte zur Theorie des Geldes. Philipp Reclam jun., Stuttgart 2016, ISBN 978-3-150-19370-9.
- Vernunft und Glaube bei Kant (unveröffentlichte Habilitationsschrift).